# Гринбергс, Ояр
Ояр Гринбергс (латыш. Ojārs Grīnbergs; 19 ноября 1942 — 22 апреля 2016, Рига) — советский и латвийский эстрадный певец.

## Биография
Ояр Гринбергс родился 19 ноября 1942 года в Риге.
С 1961 года солист различных рижских ансамблей. Пел в рижском ресторане «Таллин», где его заметил полковник Илья Петрович Петров, командир стройбата, который предложил ему создать эстрадный ансамбль при его части и таким образом проходить обязательную военную службу в рядах Советской Армии не в регулярных частях, а в Риге. Гринберг собрал группу из 7 музыкантов призывного возраста и таким образом стал основателем и солистом легендарного вокально-инструментального ансамбля «Звёздочка», ставшего кузницей кадров латвийской эстрады и рок-музыки, лауреатом конкурса исполнителей «Лиепайский янтарь».
Участие в ансамбле дало Гринбергу путь на большую сцену. После увольнения в запас он был зачислен в Рижский эстрадный оркестр (1966—1974).
С 1973 года пел в дуэте с Маргаритой Вилцане, оба исполнителя были солистами эстрадного ансамбля Латвийской государственной филармонии, носившего с 1979 года название «Tip Top». В 1977 дуэт исполнил песню «Листья желтые», обретя огромную популярность в СССР, песня вышла в финал фестиваля Песня-77, занимала вторые места в хит-параде газеты «Московский комсомолец» (в рубрике «Звуковая дорожка»). Принимал участие в записи студийных альбомов Раймонда Паулса «Tev, mana labā» (1969) и «Tik dzintars vien» (1970). Был лауреатом Международного конкурса эстрадной песни «Росток-72» (1972).
Был членом партии Tautas kustība «Latvijai» (1995—1996), депутатом Сейма Латвии (1995—1998).